# Kbc 생활뉴스
kbc 생활뉴스는 SBS의 광주/전남권 네트워크 방송사인 kbc에서 평일 오전 10시 20분에 방송되었던 생활뉴스 프로그램이다.

## 앵커
- 이경진 아나운서 (여)

## 한국 수어 통역
- 공미현 (여)

## 같이 보기
- kbc
- kbc 모닝와이드
- kbc 8 뉴스
- kbc 저녁뉴스
- SBS 뉴스 (1010)